# Cephalotus
|  | No s'ha de confondre amb Cephalotes. |

Cephalotus és un gènere de plantes carnívores. El nom del gènere prové del grec κεφαλή "cap", iοὔς/ὠτός "orella", que descriu el cap de les anteres. Aquest gènere només conté una espècie, Cephalotus follicularis, que és una planta carnívora en forma de gerra.
És una planta nativa d'Austràlia.

## Descripció
Cephalotus follicularis és una espècie herbàcia i de creixement lent. Les fulles persistents apareixen d'un rizoma. Les fulles insectívores són petites i semblen un mocassí i formen la gerra. La trampa per agafar insectes és similar a la d'altres espècies de plantes carnívores en forma de gerra. El peristoma a l'entrada de la trampa deixa entrar a l'insecte però no el deixa escapar. Dins té enzims digestius. A l'hivern, per sota dels 5 °C la planta entra en dormància durant tres o quatre mesos.

## Taxonomia
Els primers espècimens d'aquesta planta van ser recollits durant la visita del HMS Investigator (1798) al King George Sound el desembre de 1801 on actuava el botànic Robert Brown

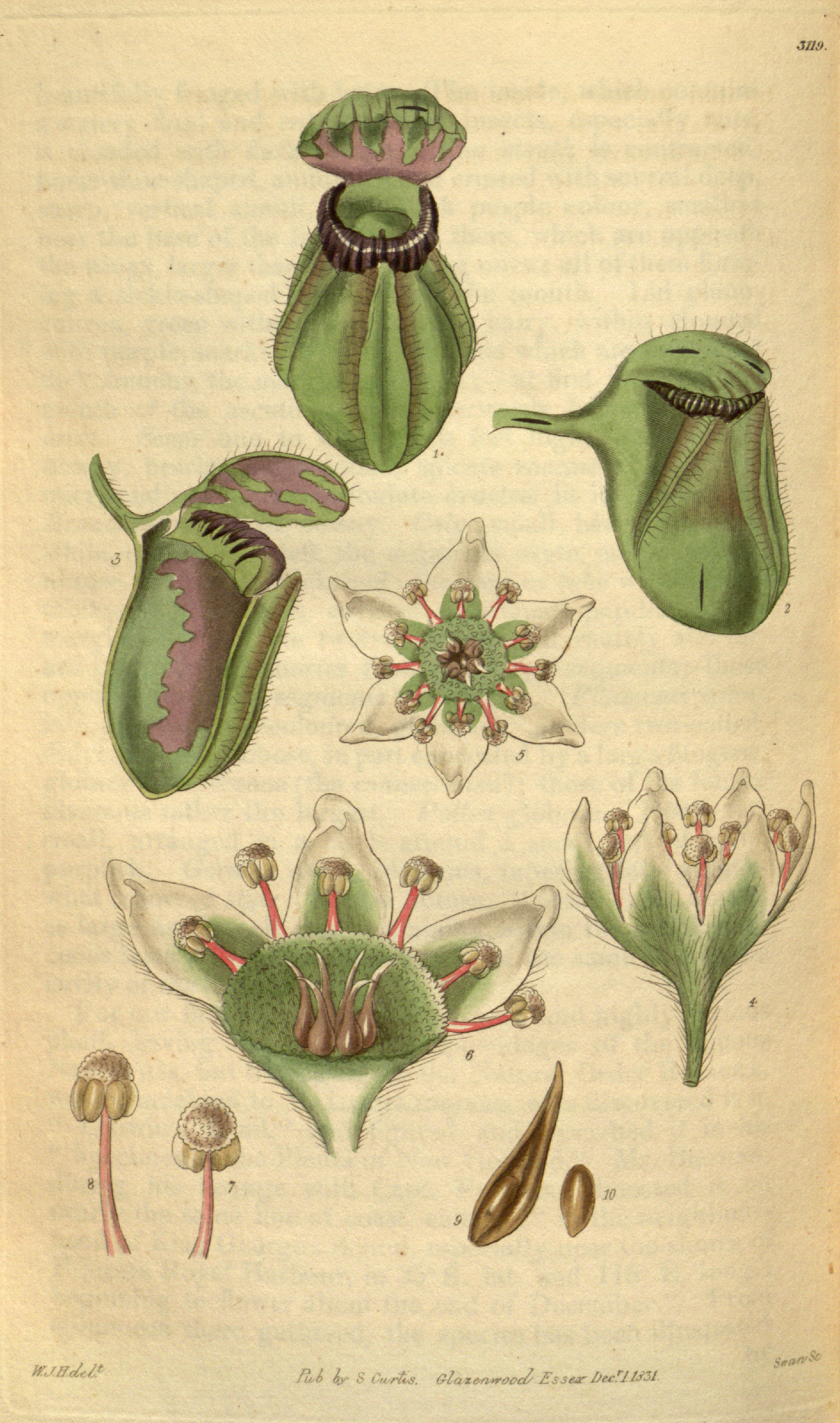
Placa 3119 del Curtis's Botanical Magazine, detalls per Ferdinand Bauer

Brown inicialment li va donar el nom de "'Cantharifera paludosa' KG III Sound", L'any següent Jean Baptiste Leschenault de la Tour va usar aquest espècimen en la seva publicació a Novae Hollandiae plantarum specimen.
Labillardière erròniament el va posar en la família Rosaceae. Aquest error no va ser rectificat fins cap a l'any 1820 per part de William Baxter que el va posar a la família Cephalotaceae.

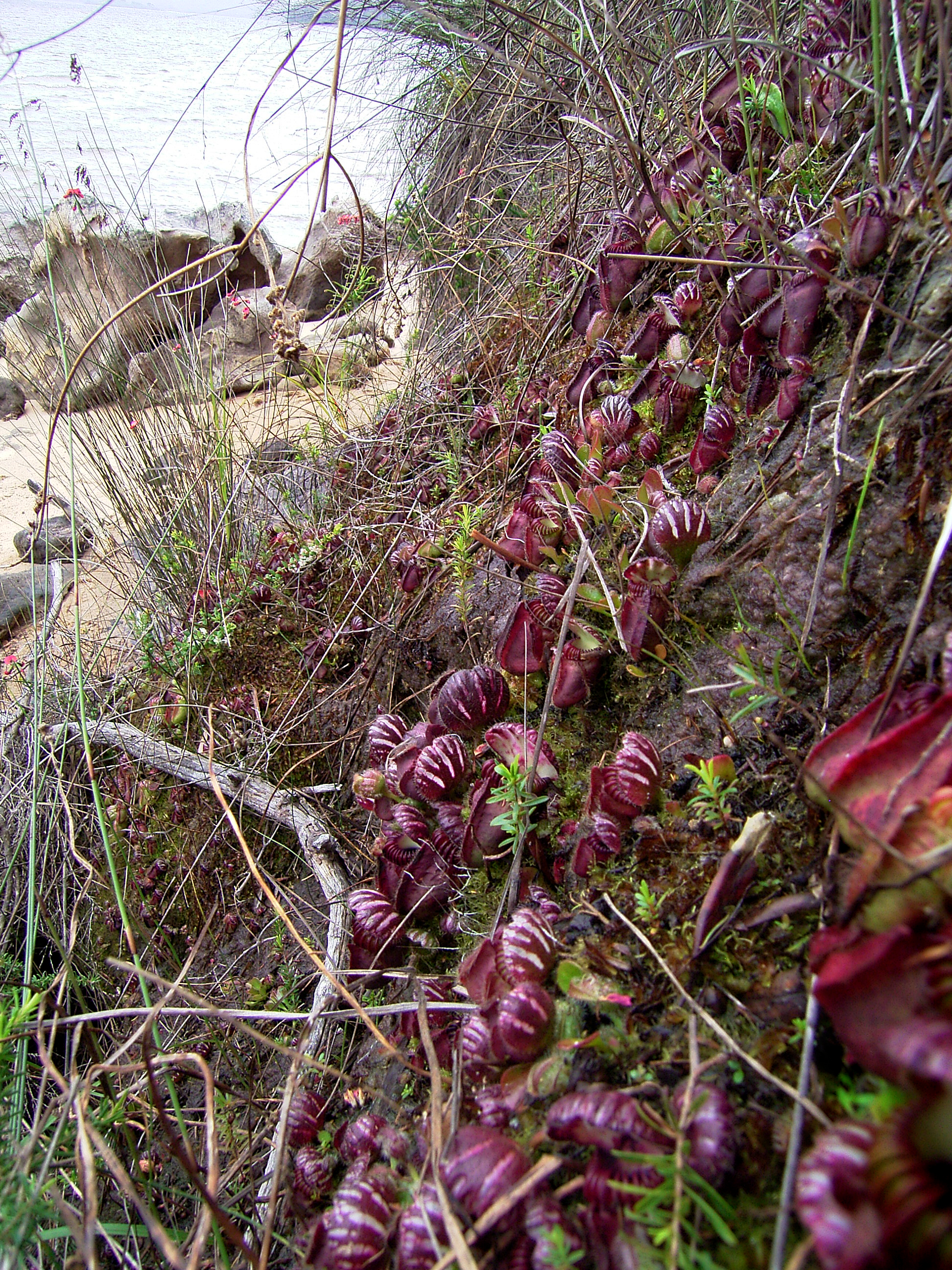
Cephalotus follicularis al sud-oest d'Austràlia

Actualment s'ubica dins l'ordre Oxalidales.